# أنتا سبورتس
أنتا سبورتس (بالإنجليزية: Anta Sports) هي شركة معدات رياضية صينية يقع مقرها الرئيسي في جينجيانغ وهي ثالث أكبر شركة تصنيع معدات رياضية في العالم بعد نايكي وأديداس.